# Luxación (artes marciales)
La luxación o llave es un conjunto de técnicas de agarre en las artes marciales que intenta generar o aproximar la luxación del rival. En enfrentamientos se lo usa para controlar o dañar a un contrincante, mediante la torsión o aplicando palanca sobre una articulación, o en sentido contrario a lo normal en dicha articulación, o bien sobrepasando los límites normales de la misma.
Se pueden luxar las muñecas, los codos, los hombros, los dedos, pulgares, la cadera, las rodillas, los tobillos, e incluso la espalda.